# Пинк, Дэниел
Дэ́ниел Пинк (род. 23 июля 1964, Бексли, Огайо) — американский писатель и журналист. 1995—1997 годах работал главой пресс-службы Альберта Гора.

## Образование
Пинк получил степень доктора юриспруденции в Йельском университете, однако ни одного дня в своей жизни не работал юристом. Он занялся бизнес-консультированием. Пинк является автором семи книг, каждая из которых вошла в список бестселлеров по версии Нью-Йорк Таймс.

## Творчество
Одна из наиболее известных книг Пинка «Движение: неожиданная правда о том как мотивировать нас» (англ. Drive:The Surprising Truth About What Motivates Us) освещает современные научные исследования в области мотивации. В книге подробно описаны системы мотивации, используемые в современном бизнесе (например, система кнута и пряника Carrot and stick), и почему они не работают.
Также в книге описаны три основные принципа, необходимые людям для эффективной работы: автономность, наличие цели и возможность совершенствоваться в своей области.

## Список произведений
- Free agent nation: How America's new independent workers are transforming the way we live (англ.). — Grand Central Pub, 2001. — 356 p.
  - Нация свободных агентов: Как новые независимые работники меняют жизнь. — Секрет фирмы, 2005. — ISBN 5-98888-002-9.
- A whole new mind: Moving from the Information Age to the Conceptual Age (англ.). — Riverhead Books, 2005. — 260 p.
  - Будущее за правым полушарием: Что делать, чем думать и как быть в век нового творческого мышления. — Рипол-классик, 2009. — 320 с. — (Новый взгляд). — 3,000 экз. — ISBN 978-5-386-00774-4.
- The adventures of Johnny Bunko: The last career guide you'll ever need (англ.). — Riverhead Books, 2008. — 160 p.
- Drive: The surprising truth about what motivates us (англ.). — Riverhead Books, 2009. — 256 p.
  - Драйв: Что на самом деле нас мотивирует. — Альпина Паблишер, 2014. — 190 с. — (15 MUST READ). — ISBN 978-5-9614-4672-2.
- To sell is human: The surprising truth about moving others (англ.). — Riverhead Books, 2012. — 272 p.
  - Человеку свойственно продавать: Удивительная правда о том, как побуждать других к действию. — Альпина Паблишер, 2015. — 254 с. — ISBN 978-5-9614-4826-9.
- When: The scientific secrets of perfect timing (англ.). — Riverhead Books, 2018. — 272 p.
  - Таймхакинг: Как наука помогает нам делать всё вовремя. — Альпина Паблишер, 2018. — 364 с. — ISBN 978-5-9614-6612-6.
- The power of regret: How looking backward moves us forward (англ.). — Riverhead Books, 2022. — 256 p.
  - Сила сожалений: Как взгляд назад помогает нам идти вперёд. — Альпина Паблишер, 2024. — 272 с. — ISBN 978-5-9614-7674-3.